# Christiane Krause
Christiane Krause, född den 14 december 1950 i Berlin, Tyskland, är en västtysk friidrottare inom kortdistanslöpning.
Hon tog OS-guld på 4 x 100 meter vid friidrottstävlingarna 1972 i München.